# Anelasmocephalus calcaneatus
Anelasmocephalus calcaneatus is een hooiwagen uit de familie kaphooiwagens (Trogulidae). De wetenschappelijke naam van Anelasmocephalus calcaneatus gaat terug op J. Martens & C. Chemini.